# Duttaphrynus scaber
Duttaphrynus scaber es una especie de anfibio anuro de la familia Bufonidae.

## Distribución geográfica
Esta especie habita hasta los 300 m de altitud:
- en Sri Lanka;
- en la India en los estados de Gujarat, Maharashtra, Karnataka, Kerala, Tamil Nadu, Andhra Pradesh y Orissa.[4]

Su presencia es incierta en Manipur.

## Taxonomía
El taxón Bufo scaber Daudin, 1802 ncop Schneider, 1799 es un sinónimo de Duttaphrynus melanostictus (Schneider, 1799).

## Publicación original
- Schneider, 1799 : Historiae amphibiorum naturalis et literariae fasciculus primus, vol. 1[5]